# هاینز کنووه
هاینز کنووه (انگلیسی: Heinz Knüwe؛ زادهٔ ۱۶ ژانویهٔ ۱۹۵۶) بازیکن فوتبال اهل آلمان است.
از باشگاه‌هایی که در آن بازی کرده‌است می‌توان به باشگاه فوتبال بوخوم، باشگاه فوتبال مونیخ ۱۸۶۰، و باشگاه فوتبال هانوفر ۹۶ اشاره کرد.